# Euclasta bacescui
Euclasta bacescui là một loài bướm đêm trong họ Crambidae.